# Vermivora bachmanii
Vermivora bachmanii là một loài chim trong họ Parulidae.